# Enlighten Me
Enlighten Me è un singolo del gruppo musicale britannico Echo & the Bunnymen, pubblicato nell'ottobre 1990 come unico estratto dall'album Reverberation.
Fu il primo singolo pubblicato dalla band dopo la partenza di Ian McCulloch e la successiva sostituzione con Noel Burke come cantante.
Raggiunse il numero 96 della classifica britannica ma il numero 8 negli USA nella classifica delle Alternative Songs. Il singolo venne pubblicato in vinile da 7", da 12" e CD singolo dalla Korova.

## Tracce
Testi e musiche degli Echo & the Bunnymen.

### 7"
Lato 1
1. Enlighten Me - 3:56

Lato 2
1. Lady Don't Fall Backwards - 4:22

### 12" (Extended Remix)
Lato 1
1. Enlighten Me (Extended Remix) °

Lato 2
1. Enlighten Me
2. Lady Don't Fall Backwards

### CD (Extended Remix)
1. Enlighten Me (Extended Remix) ° 3:58
2. Lady Don't Fall Backwards - 4:23
3. Enlighten Me - 5:24

° Mixato da Will Gosling e dagli Echo & the Bunnymen.

## Classifiche
| Classifica (1990) | Posizione massima |
| ----------------- | ----------------- |
| Regno Unito       | 96                |
| Alternative Songs | 8                 |